# Víctor Morales (labdarúgó, 1905)
Víctor Morales Salas (1905. május 10. – 1938. május 22.) válogatott chilei labdarúgó, hátvéd, olimpikon.

## Pályafutása
1926 és 1936 között a Colo-Colo labdarúgója volt. 1924 és 1930 között nyolc alkalommal szerepelt a chilei válogatottban. Részt vett az 1924-es dél-amerikai bajnokságon, az 1928-as amszterdami olimpiai játékokon és az 1930-as uruguayi világbajnokságon.